# Liberty XL-2
Die Liberty XL-2 ist zweisitziges Sportflugzeug der US-amerikanischen Firma Liberty Aerospace aus Melbourne (Florida).

## Geschichte
Die Liberty XL-2 erhielt am 19. Februar 2004 die Zulassung durch die US-amerikanische Luftfahrtbehörde FAA und am 1. Juni 2007 ihre Zulassung durch die europäische Luftsicherheitsbehörde EASA. Sie wird ab 2008 durch die Piper Generalvertretung vertrieben.

## Konstruktion
Das Flugzeug ist ein zweisitziger Tiefdecker mit einem Rumpf aus kohlenstofffaserverstärktem Kunststoff und einem Dreibeinfahrwerk. Sie wird durch einen  Vierzylinder-Motor der Teledyne Continental Motors mit FADEC-System und eine zweiblättrige Luftschraube mit 1,75 m Durchmesser angetrieben. Die Kabine ist 0,86 cm hoch, 2,33 m lang und 1,22 m breit. Sie kostet je nach Avionik zwischen 175.000 und 215.000 US-Dollar.

## Technische Daten
| Kenngröße             | Daten                                                         |
| --------------------- | ------------------------------------------------------------- |
| Besatzung             | 1 Pilot                                                       |
| Passagiere            | 1                                                             |
| Länge                 | 6,19 m                                                        |
| Spannweite            | 8,80 m                                                        |
| Höhe                  | 2,28 m                                                        |
| Flügelfläche          | 10,41 m²                                                      |
| Flügelstreckung       | 7,4                                                           |
| Nutzlast              | 265 kg (189 kg mit Treibstoff)                                |
| Leermasse             | 483 kg                                                        |
| max. Startmasse       | bis zu 794 kg (je nach Bauzustand und Serialnummer)           |
| Reisegeschwindigkeit  | bis zu 232 km/h (je nach Bauzustand und Serialnummer)         |
| Höchstgeschwindigkeit | bis zu 300 km/h (je nach Bauzustand und Serialnummer)         |
| Dienstgipfelhöhe      | 3810 m                                                        |
| Reichweite            | 930 km                                                        |
| Triebwerke            | 1× Teledyne Continental Motors IOF-240-B mit 93,2 kW Leistung |
| Treibstoffvorrat      | 106 l                                                         |